# Hélène Gestern

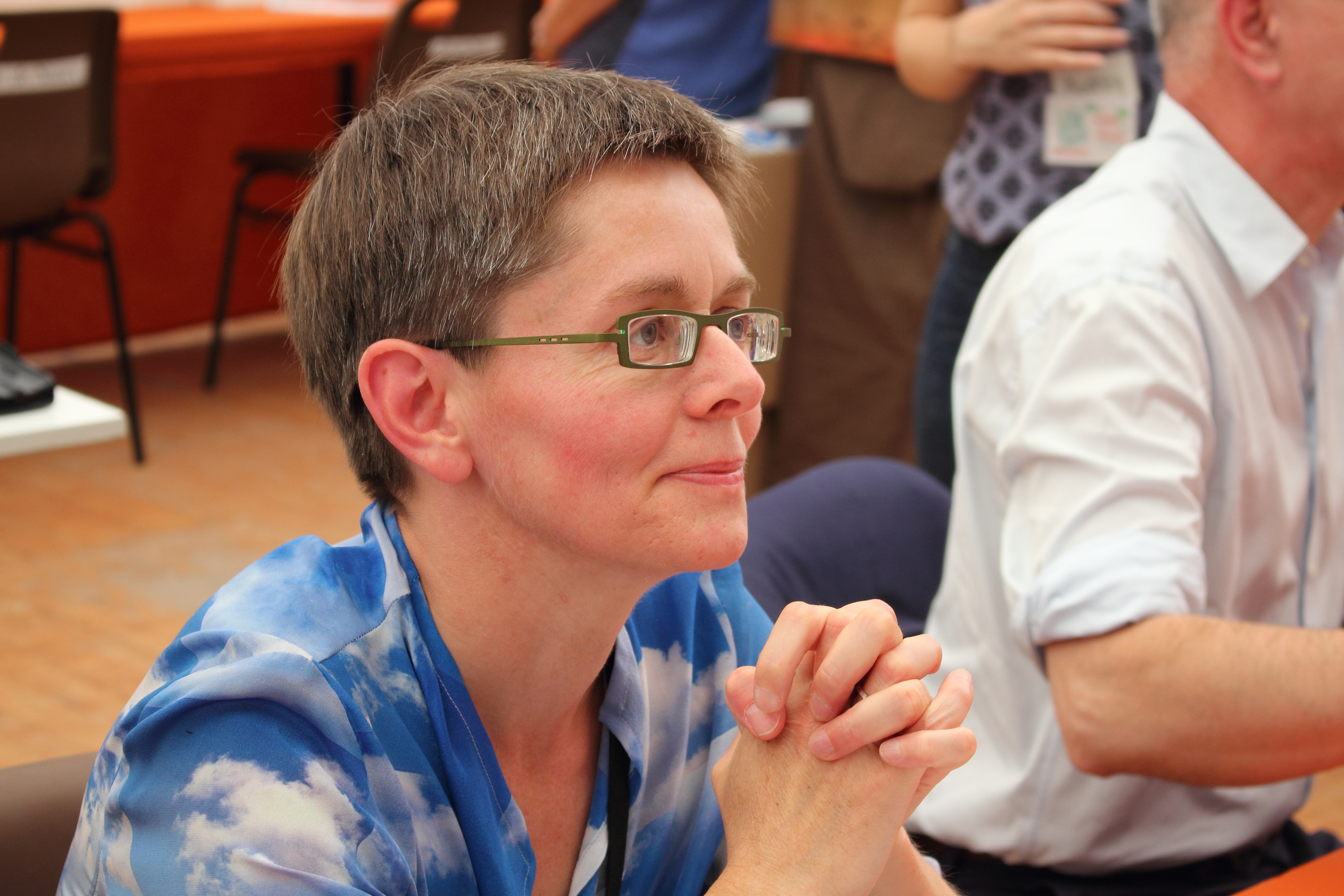
Hélène Gestern (2016)

Hélène Gestern (* 1971 in Nancy) ist eine französische Schriftstellerin und Literaturdozentin.

## Leben
Hélène Gestern lehrt und forscht an der Universität von Lorraine Literatur. Sie hat sich auf die Geschichte der Fotografie und das autobiographische Schreiben spezialisiert.
2011 veröffentlichte sie ihren Debütroman Eux sur la photo. Ihr Roman L’odeur de la forêt (2016) wurde 2018 als Der Duft des Waldes übersetzt, die Geschichte eines verwunschenen Hauses in Frankreich und alten Briefen aus der Zeit des Ersten Weltkrieges.
Sie ist Mitglied des Redaktionskomitees der Zeitschrift La Faute à Rousseau, die sich Fragen der Autobiographie widmet. Sie ist Vorsitzende der Vorauswahljury für den René-Fallet-Preis, der jährlich einen Erstlingsroman krönt.
Hélène Gestern lebt in Nancy und Paris.

## Publikationen (Auswahl)
- Eux sur la photo. Arléa, 2011.
- Le Chat. Émoticourt, 2013
- L'Odeur de la forêt. Arléa, 2016
  - Der Duft des Waldes, S. Fischer, ISBN 978-3-10-397343-3.
- Schwindel. Schöffling, 2022, ISBN 978-3-89561-344-9.
- Paris. Arléa, 2020, ISBN 978-2-36308-220-6.
- Cézembre. Grasset, 2024.
  - Rückkehr nach St. Malo, Kindler, Hamburg 2025, ISBN 978-3-463-00071-8.